# Geranylbutyrat
Geranylbutyrat ist ein Carbonsäureester, der sich von Geraniol und Buttersäure ableitet.

## Vorkommen

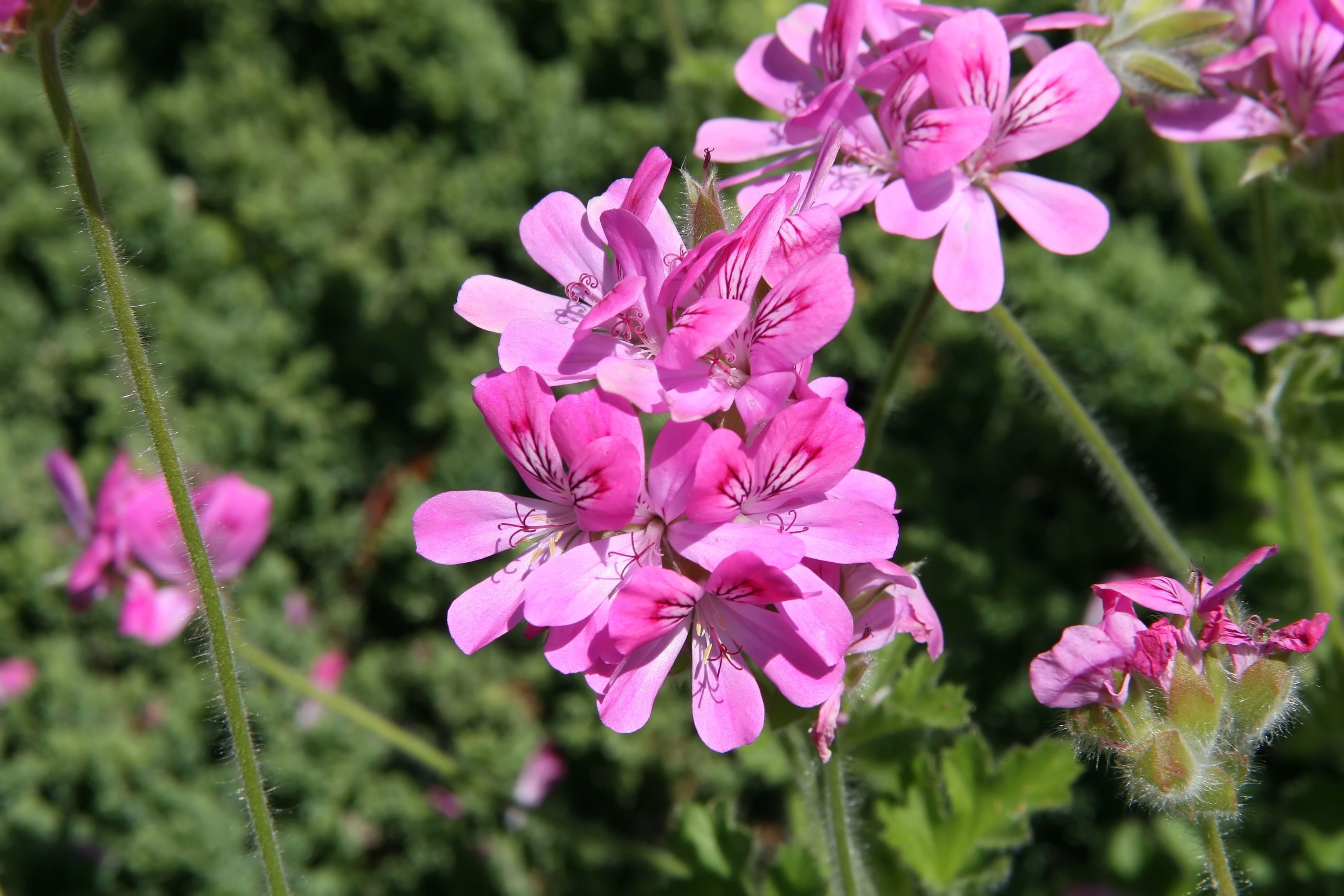
Das ätherische Öl von Pelargonium graveolens enthält Geranylbutyrat

Geraniumöl (z. B. aus Pelargonium graveolens) enthält eine geringe Menge Geranylbutyrat, die je nach Herkunft 0,1 %, 0,2 %, aber auch über 1 % betragen kann. Myrtenöl (aus Myrtus communis) kann über 6 % Geranylbutyrat enthalten, das von Artemisia sieversiana über 9 %. Geranylbutyrat kommt außerdem in Tomaten, Zitronen-Thymian, Trauben, Syzygium cumini vor. Neben dem Vorkommen in Pflanzen ist es eine wichtige Komponente im Sexualpheromon weiblicher Käfer der Art Agriotes brevis.

## Herstellung
Geranylbutyrat kann durch Veresterung von Buttersäure mit Geraniol in Gegenwart von Natriumhydroxid hergestellt werden. Auch eine enzymatische Veresterung mittels einer Lipase ist möglich.

## Verwendung
Geranylbutyrat wird als Duft- und Aromastoff in Lebensmitteln und Kosmetika verwendet. Es weist einen eleganten Duft auf, der an Lavendel und Akazien erinnert. In der EU ist es unter der FL-Nummer 09.048 als Aromastoff für Lebensmittel allgemein zugelassen.